# Plantago discolor
Plantago discolor är en grobladsväxtart som beskrevs av Michel Gandoger. Plantago discolor ingår i släktet kämpar, och familjen grobladsväxter. Utöver nominatformen finns också underarten P. d. gandogeri.